# Xavier Mazurier
Pour les articles homonymes, voir Mazurier.
Xavier Mazurier est un homme politique français né le 13 octobre 1860 à Saint-Sornin-Leulac (Haute-Vienne) et décédé le 17 juillet 1948 à Châteauponsac (Haute-Vienne)
Notaire à Bellac, président de la chambre syndicale des notaires, il est conseiller général en 1910 et sénateur de la Haute-Vienne de 1920 à 1927. Il siège au groupe de la Gauche démocratique et intervient principalement sur les questions d'administration communale et de logement.
Il est président du Conseil général de la Haute-Vienne entre 1928 et 1929.

## Sources
- « Xavier Mazurier », dans le Dictionnaire des parlementaires français (1889-1940), sous la direction de Jean Jolly, PUF, 1960 [détail de l’édition]